# دل ری (کالیفرنیا)
دل ری (به انگلیسی: Del Rey) یک منطقهٔ مسکونی در ایالات متحده آمریکا است که در شهرستان فرسنو، کالیفرنیا واقع شده‌است. دل ری ۳٫۱۵۲ کیلومتر مربع مساحت و ۱٬۶۳۹ نفر جمعیت دارد و ۱۰۵ متر بالاتر از سطح دریا واقع شده‌است.